# 淺川誠二
淺川 誠二（あさかわ せいじ、1967年12月20日 - 2001年7月25日）は、元ボクシング日本フェザー級チャンピオン、OPBFフェザー級チャンピオン。神戸拳闘会所属。兵庫県神戸市兵庫区出身。育英高等学校卒。

## 略歴
世界王座に2度挑戦しており、ジムの所在地から「新開地の貴公子」のあだ名で親しまれていた。兄の岳彦はキムラタンの社長である。島田紳助からも支援を受けた。「ゴンタ」（悪がき、暴れん坊の意味）と呼ばれていた。
1986年3月22日、デビュー戦を4RTKOで飾る。1987年2月21日、7連勝の西軍代表として後楽園ホールで行なわれた全日本新人王決定戦で、東日本王者洲賀崎伸一と争い6R判定で勝利。1989年2月11日、尾崎恵一との引き分けの後に、杉谷満が返上した空位の日本フェザー級王座決定戦を、一度敗れている加納一也と行い、8RKO勝ちで雪辱して王位に就いた。
1989年6月17日、ダイナミックグローブで初の防衛戦を福田健吾と行う。ドラマや映画に出演経験がある人気ボクサーであった福田に対し、1Rにダウンを喫するがダウンを奪い返して、2RKO勝ちを収めた。福田とは1990年3月12日にダイヤモンドグローブ・チャンピオン・カーニバル_(ボクシング)で再戦をし、3RKOで再び下している。1990年6月9日、植田龍太郎を下し5度目の防衛に成功した。
世界前哨戦となる6度目の防衛戦を、園寿和(当時ランキング10位)と地元神戸市で行ったが、まさかの4RKO負けを喫し、タイトルを失うと同時に世界戦が遠のく。園は実家の都合でこの試合をもって引退と戦前から表明しており、防衛戦を行わないまま引退した。園が引退に伴いタイトルを返上したため、1991年6月25日、王者決定戦でタイトルを奪取していた松本好二とのタイトルマッチで10R判定勝ちを収めて王者に返り咲く。このタイトルは11月12日のノンタイトル戦後の11月25日に返上した。
1992年1月25日、韓国仁川広域市でWBA世界フェザー級チャンピオン朴永均に挑戦。計量が試合当日にソウルで行われるが、運転手が誤って試合会場がある仁川に送られてしまうなどの不運に見舞われる。結果として計量まで3時間半も飲まず食わずの状態で試合に臨むことになった。当時は対日感情が悪化しており、罵声や怒声のみならず、飲食物まで浴びせられたこの試合は、9RKOで敗れてタイトル奪取はならなかった。1992年7月19日、東洋太平洋フェザー級王者クリス・サギド（フィリピン）に姫路市で挑戦した。12R判定までもつれるもタイトル奪取に成功した。1度防衛した後の1993年5月6日に返上した。
1994年3月19日、朴からタイトル奪取したばかりのエロイ・ロハス（ベネズエラ）を、神戸市のワールド記念ホールに迎えての世界戦では、5RTKOで敗れてタイトル奪取はならず、この試合をもって引退した。生涯戦績は28戦23勝(17KO)4敗1分。ジムの後輩鈴木敏和の日本タイトル初防衛戦の興行で、引退セレモニーを行った。

### 引退後
1995年、所属ジムが阪神・淡路大震災で倒壊。復興運動の先頭に立って活動した。引退後は毎日放送で和泉修のラジオ番組にコーナーを持ち、明るい性格と軽妙なトークが人気を博した。また、後輩の育成にも力を入れていた。
2001年7月25日、三木市のつくはら湖で趣味のバス釣りの最中に流されたゴムボートを取りに湖に入って行方不明となり、7月30日に遺体となって発見された。8月2日に執り行われた葬儀には、500人以上の関係者や知人が訪れた。喪主の兄・岳彦は、「やるかやられるかの戦いをしてきた弟の試合は、いつも突然終わったが、人生も突然終わらせてしまった。だが大勢の人に見送られ、幸せだったと思いたい」と語った。
元圭・修で現ケツカッチンの和泉修は、先輩にあたり、仲の良い友人でもあった。